# Bill DeMartines
Bill DeMartines je americký hudebník, hráč na klávesové nástroje a zpěvák. V letech 1975–1977 a znovu krátce v roce 1987 působil v rockové skupině Iron Butterfly. S kapelou nahrál její poslední studiové album Sun and Steel (1975). Je spoluautorem tří písní a v jedné kromě hry na klávesy také zpívá. V letech 1977–1978 působil spolu s bubeníkem Iron Butterfly Ronem Bushym ve skupině Magic.

## Diskografie

### Iron Butterfly
- 1975: Sun and Steel